# Пеллегрино, Лео

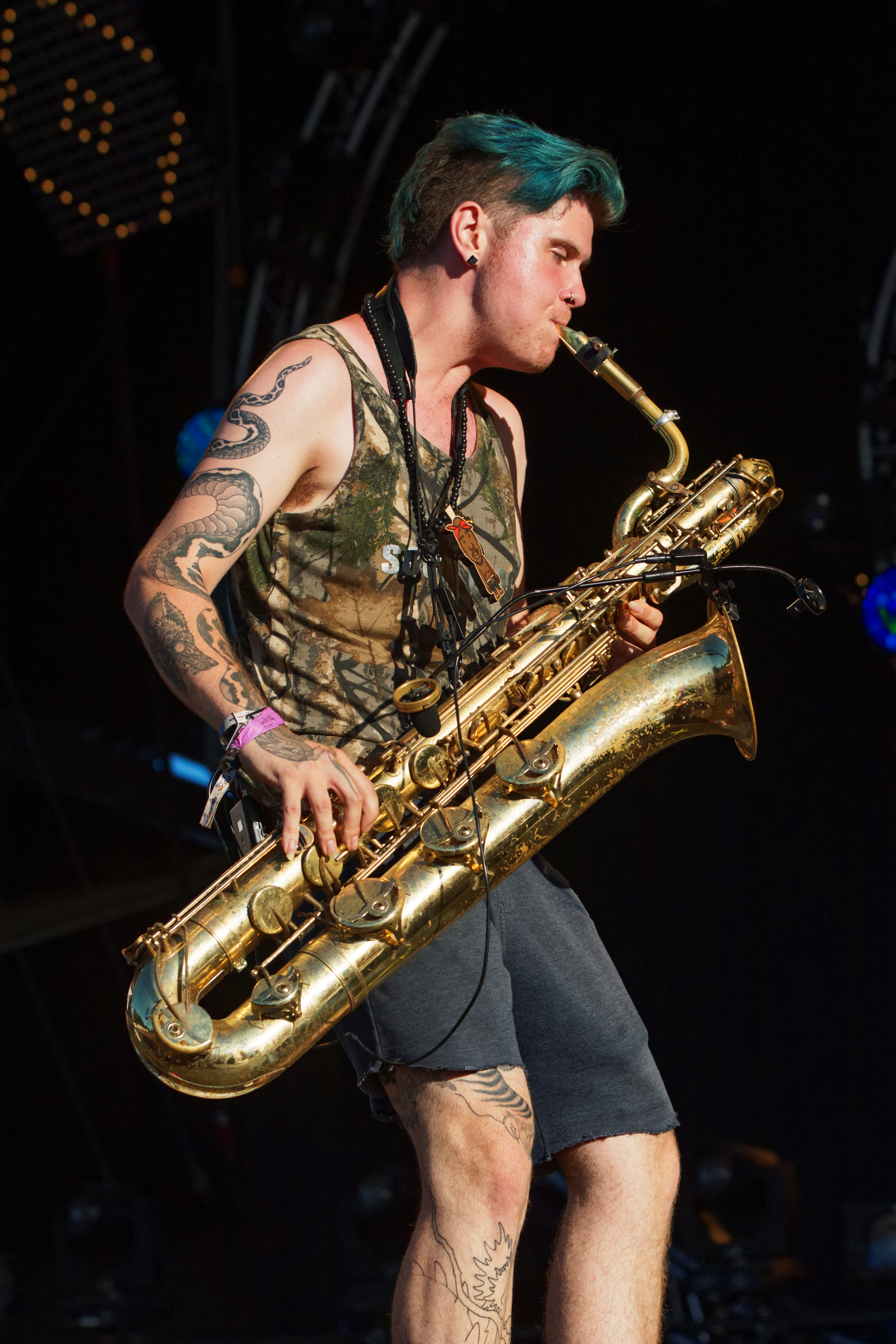
Лео в 2016 году

Ле́о (Леона́рдо) Пеллегри́но, также известный как Leo P или Leopfollowme (3 июня 1991, Питтсбург), — баритон-саксофонист из Нью-Йорка. Младший сын аккордеониста и композитора Стивена Пеллегрино.

## Карьера
Пеллегрино окончил городские школы Pittsburgh Liberty Elementary School (K-5) и Rogers Middle School for the Creative and Performing Arts (CAPA). Он получил степень в Манхэттенской музыкальной школе в 2013 году.
Лео — основатель и лидер брасс-хаус группы Too Many Zooz, бывший участник брасс-бэнда Lucky Chops. 30 ноября 2019 года Пеллегрино и альт-саксофонистка Грейс Келли объявили о долгосрочном совместном проекте, известном как 2SAXY. Во время учебы в Манхэттенской музыкальной школе Пеллегрино играл с Афро-Кубинским Джазовым Оркестром. В обзоре альбома Скотта Яноу отмечается, что «Пеллегрино использует чрезвычайно высокие ноты в качестве знаков препинания во время своего страстного соло в „Let There Be Swing“.»
Пеллегрино, «пожалуй, больше всего известен своими впечатляющими танцевальными движениями при игре на баритон-саксофоне. Ряд видео с Пеллегрино получил широкую популярность на YouTube, из-за в равных долях его игры, танцев, ярких волос и стиле одежды.»
Многие видео Too Many Zooz стали «вирусными» показывая уличную игру коллектива на станциях в Нью-Йоркского метро, в частности, на всегда заполненной станции Union Square. Too Many Zooz приняли участие в альбоме Бейонсе Ноулз 2016 года Lemonade и присоединились к ней для исполнения «Daddy Lessons» на церемонии вручения наград Country Music Association Awards в 2016 году.
Пеллегрино был приглашенным игроком Metropole Orkest на концерте BBC Proms 2017 года, посвященному произведениям Чарльза Мингуса . Джон Фордхэм из The Guardian прокомментировал «Ярко-акцентированная игра Пеллегрино на саксофоне и стиль уличного музыканта вместе с пируэтами, дрожаниями коленей и высокими ударами […] случайно или намеренно, гость часто подчеркивал радостную импульсивность американского музыкального гиганта, охарактеризованного как всего лишь замученный гений». Пеллегрино выступил с Too Many Zooz в джаз-клубе Ронни Скотта в Лондоне в ноябре 2017 года.

## Оборудование
В марте 2019 года Пеллегрино был объявлен артистом Yamaha; он играет на баритон-саксофоне Yamaha YBS-52. Он поддерживает мундштук Theo Wanne Durga 3 с отверстием наконечника 8*